# 井上和男
井上 和男（いのうえ かずお、1924年12月27日 - 2011年6月26日）は、神奈川県小田原市出身の日本の映画監督。

## 来歴
神奈川県小田原市出身。神奈川県立小田原中学校（現・神奈川県立小田原高等学校)をへて早稲田第一高等学院に入る、1944年3月学徒応召し海軍飛行少尉に任官。1945年8月復員、早稲田大学商学部に入る。在学中に小田原で劇団こゆるぎ座を創立し劇作家を目ざす。
1948年に大学を卒業し、松竹大船撮影所脚本部に入る。新藤兼人に師事し、その勧めで助監督試験を受け、12月に助監督となる（松山善三と同期）。渋谷実、川島雄三、小津安二郎『東京物語』で助監督を務める。
1955年、京都映画『父と子と母と』で監督を務め、1958年松竹大船の監督に昇進する。桑野みゆきの初主演『野を駆ける少女』で正式デビュー。監督6作目の『予科練物語・紺碧の空遠く』（1960年）は航空自衛隊の協力を得た映画で、1960年4月12日の衆議院内閣委員会では日本社会党の石橋政嗣が朝日新聞の報道を引く形で「自衛隊員の行進を見ていた元特攻隊員の人物が駆けだしていくというラストカットを除去させたのではないか」と取り上げ、防衛庁の政府委員は「はなはだこちらの協力した意図するところと違うので、松竹側に対して不満を申し出た」「松竹側が自発的にその部面を削った」と答弁している。『水溜り』『熱愛者』で馬場当とともに「松竹ヌーヴェルバーグ」の先駆けとされる。『水溜り』にて、倍賞千恵子と渥美清の初共演監督となっている。
1964年松竹専属を解いてフリーとなる。1965年、東宝・ワーナー・ブラザース合作『勇者のみ』の日本側監督を務める。1965年東京映画と契約し、東宝喜劇を撮ったあと1968年にフリーに戻る。同年、日本万国博覧会の大阪ガスパビリオン映像監督となる。
1971年、映像制作の独立プロ・蛮友社を設立。1972年に『小津安二郎・人と仕事』を出版、没後20年の1983年に、松竹・ドキュメンタリー映画『生きてはみたけれど・小津安二郎伝』の脚本・監督を手がけた。長年にわたり小津の著作編集を行い、内外にわたる小津作品研究の導きとなった。
テレビでは1969年の『どっこいしょ』（東海テレビ放送）などのドラマに携わり、また東京宝塚劇場、明治座、新橋演舞場など舞台の脚本・演出も手がける。最後に関わった映画作品は小林旭監督による『春来る鬼』（1989年）の製作だった。
2011年6月26日に板橋区の病院で肺気腫のため死去。

## 製作
- 復讐するは我にあり（1979年）
- 春来る鬼（1989年、アナック）

## 監督
※会社名の記載のないものは松竹での制作。
- 父と子と母（1956年、京都映画）
- 野を駈ける少女（1958年）
- 明日をつくる少女（1958年）
- ハイ・ティーン（1959年）
- 暁の地平線（1959年）
- 予科練物語　紺碧の空遠く（1960年）
- 悪の華（1961年）
- 水溜り（1961年）
- 熱愛者（1961年）
- 無宿人別帳（1963年）
- 「可否道」より　なんじゃもんじゃ（1963年）
- 勇者のみ（1965年）
- 喜劇 各駅停車（1965年、東京映画）
- 新・事件記者　大都会の罠（1966年、東京映画）
- 新・事件記者　殺意の丘（1966年、東京映画）
- 喜劇 駅前学園（1967年、東京映画）
- 喜劇 駅前探検（1967年、東京映画）
- 湯けむり110番 いるかの大将（1972年、東京映画）
- 喜劇 黄綬褒章（1973年、東京映画）
- 生きてはみたけれど 小津安二郎物語（1983年）

## テレビドラマ
- 屋根の下 （1962年、日本テレビ）
- 太陽の丘（1966年 - 1967年、NHK）
- ドカンと一発！（1968年 - 1969年、TBS）
- どっこいショ（1969年、東海テレビ放送）
- はまぐり大将（1970年、日本テレビ)
- 怪盗夢吉忍び控（1982年、フジテレビジョン）
- 新・東京物語（1989年、TBSテレビ）

## 編著
- 『小津安二郎・人と仕事』同刊行会編、蛮友社、1972年。新版・小津安二郎学会、2022年
- 『小津安二郎作品集』全4巻、立風書房、1983-84年、再版1993年
- 『陽のあたる家　小津安二郎とともに』松竹映像出版監修、フィルムアート社、1993年

笠智衆、厚田雄春、川喜多かしこ、中村伸郎ほか関係者40名への取材記録
- 『小津安二郎全集』3冊組（上・下＋別巻冊子）、新書館、2003年。ISBN 978-4403150012